# Cessna A-37 Dragonfly
Cessna A-37 Dragonfly är ett amerikanskt lätt attackflygplan utvecklat ur skolflygplanet Cessna T-37 Tweet och kallas därför ibland för Super Tweet. Det togs fram för att fylla behovet av billiga och effektiva attackflygplan under Vietnamkriget.

## Utveckling
I takt med att USA:s inblandning i Vietnamkriget ökade också behovet av ett lätt attackflygplan som på ett kostnadseffektivt sätt med kort varsel kunde anfalla enskilda mål i svår terräng. Eftersom Cessna T-37 Tweet som redan användes som skolflygplan av USA:s flygvapen var lättfluget, pålitligt och billigt fick Cessna 1962 i uppdrag att utveckla en attackversion.
Resultatet blev ett betydligt kraftfullare flygplan; mer än 50% tyngre, med nästan tre gånger så mycket dragkraft. Vingarna var förstärkta för att klara inte bara den ökade tomvikten utan även nästa lika mycket vikt i hängande last under vingarna. Dessutom modernare navigations- och kommunikationsutrustning, större bränslemängd, pansarskydd för piloter och motorer och en gatlingkulspruta i nosen.
Prototypen, den första av två ombyggda T-37, premiärflög i oktober 1964. De första 39 A-37A:orna i förproduktionsserien var också ombyggda T-37:or och de följdes av 577 stycken A-37B med starkare motorer, mer bränsle och lufttankningsförmåga. För att bättre utnyttja de två sittplatserna utvecklades även spanings- och eldledningsversionen OA-37B.

## Användning

### El Salvador
Trettio stycken A-37:or (21 st A-37B och 9 st OA-37B) såldes till El Salvador 1983 för att ersätta salvadoranska flygvapnets Dassault Ouragan av vilka flera blivit förstörda av FMLN. Dessa användes flitigt under inbördeskriget i El Salvador. Två stycken gick förlorade; En blev nedskjuten med en Dragunov 18 november 1989 och en med en Strela-robot 23 november 1990.

### Ecuador
Ecquador använde A-37:or under Cenepakriget med Peru i februari 1995. En blev träffad av en Igla-robot 14 februari men lyckades landa och kunde senare repareras.

### Guatemala
År 1971 köpte Guatemala åtta stycken A-37B från USA som togs i tjänst i 4º Escuadrón året därpå och har sedan dess utgjord ryggraden i Guatemalas flygvapen. De har satts in mot rebeller i inbördeskriget i Guatemala och som styrkedemonstration vid konflikten med Brittiska Honduras 1971–1972. Efter att inbördeskriget upphört har flygplanen satts in i anfall mot knarkkarteller så sent som 2003. 

### Peru
Peru köpte 53 stycken A-37B från USA i slutet av 1970-talet. De utgjorde huvuddelen av Perus attackflyg under Cenepakriget med Ecuador i februari 1995. Trots Perus numerära överlägsenhet utgjorde A-37:orna lätta mål för Ecuadors Kfir-flygplan och ett flertal gick förlorade. Förlusterna ersattes delvis genom inköp av begagnade Dragonflies från Sydkorea. Idag (2016) har Perus flygvapen 24 stycken A-37B i tjänst i Escuadrón Aéreo 711.

### USA
I augusti 1967 skickades 24 stycken A-37A till Biên Hoà i Vietnam för att användas som understöd till de amerikanska styrkorna (operation Combat Dragon). Flygplanen visade sig vara mycket användbara och utförde över tre tusen uppdrag utan förluster. Dessutom kunde de verka i svår terräng och under lågt molntäcke vilket de mer avancerade jetflygplanen inte kunde. Utvärderingen visade dock på vissa brister. Framför allt var bränslemängden inte tillräcklig för att ge den uthållighet som behövdes. Erfarenheterna togs tillvara för den efterföljande versionen A-37B. Trots att flygplanet aldrig blev lika berömt som de större och snabbare flygplan som stred i Vietnam var det A-37 som utförde hästjobbet med totalt 68 471 utförda uppdrag. Efter att USA dragit sig tillbaka från Vietnam ersattes A-37 efter hand av Fairchild-Republic A-10 Thunderbolt II och fördes över till flygnationalgardet. Sista gången USA använde A-37:or i strid var under USA:s invasion av Panama 1989.

### Vietnam

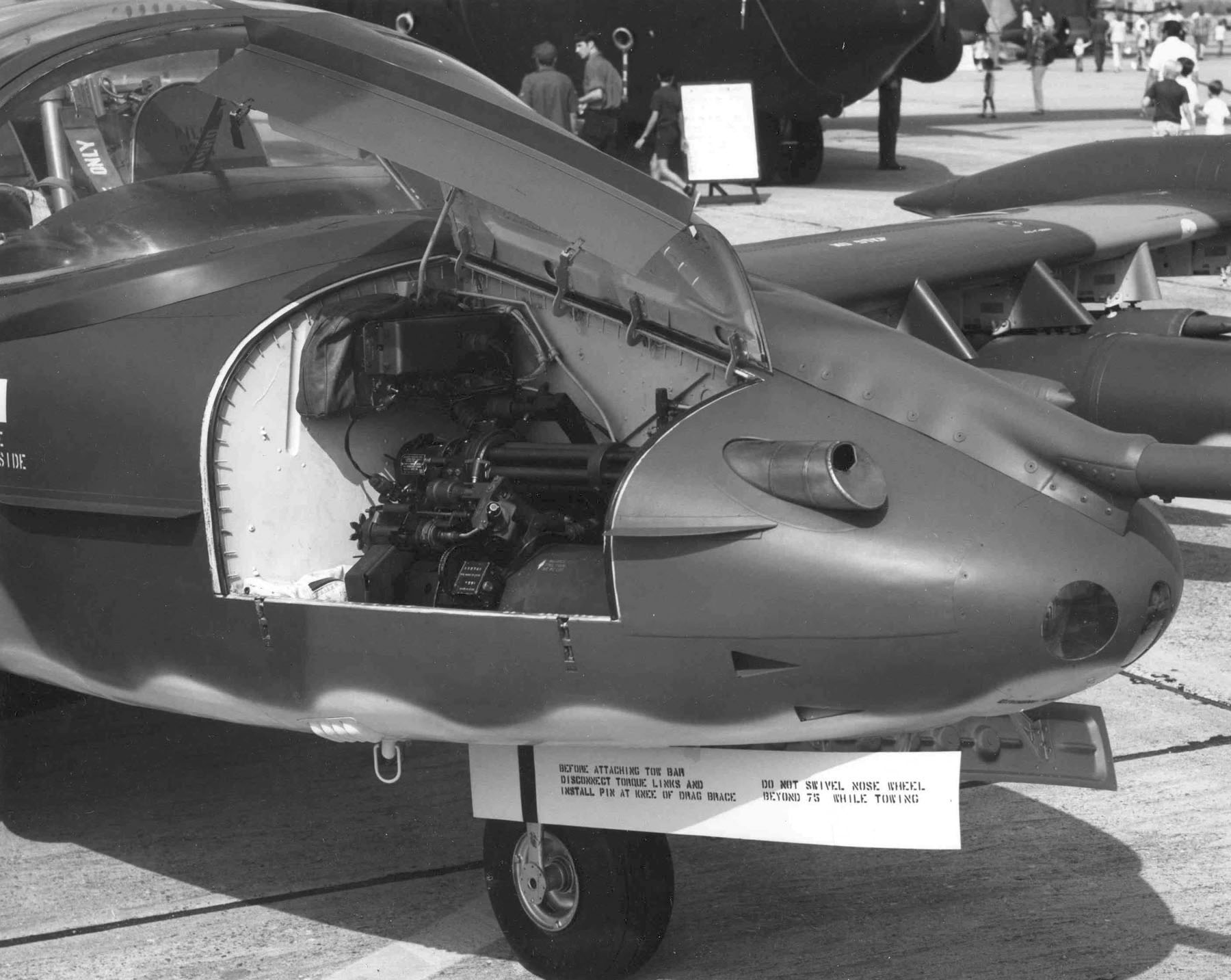
Den 6-pipiga Gatlingkulsprutan i nosen.

Av de 577 A-37B som byggdes överfördes 254 till Sydvietnams flygvapen för att ersätta Douglas A-1 Skyraider. De vietnamesiska piloterna utbildades i jetflygning i Alexandria, Louisiana. Av flygplanen blev 95 stycken erövrade av Nordvietnam vid Saigons fall 1975. De användes i Kambodjansk-vietnamesiska kriget och Kinesisk-vietnamesiska kriget och togs ur tjänst i början av 1980-talet på grund av bristen på reservdelar. De kvarvarande flygplanen skänktes till andra kommunistländer som Sovjetunionen, Polen, Tjeckoslovakien och Östtyskland eller såldes på öppna marknaden. Tio stycken köptes av privata flygentusiaster i USA, Australien och Nya Zeeland.

## Användare
- Chiles flygvapnen
- Colombias flygvapen
- Ecuadors flygvapen
- El Salvadors flygvapen
- Guatemalas flygvapen
- Honduras flygvapen
- Perus flygvapen
- Uruguays flygvapen
- Sydkoreas flygvapen
- Republiken Vietnams flygvapen
- Thailands flygvapen
- USA:s flygvapen
- Vietnams flygvapen

## Varianter

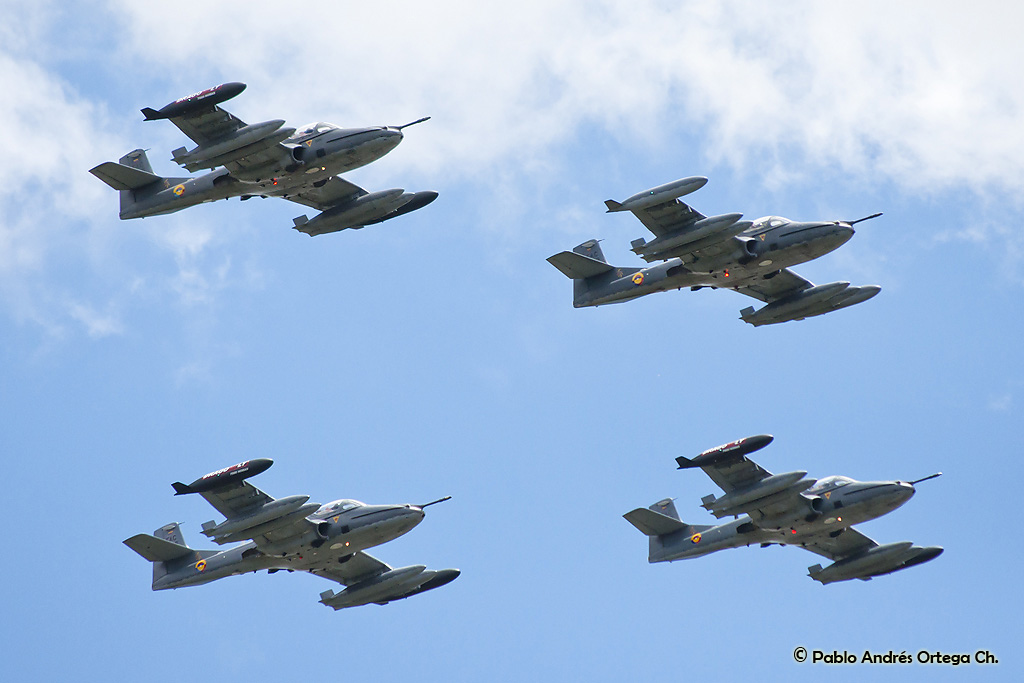
Fyra Dragonflies genomför en flyguppvisning under Colombias nationaldag.

- YAT-37D – Ursprunglig beteckning på de två prototyperna.
- YA-37A – Beteckning på prototyperna efter 1967.
- AT-37D – Ursprunglig beteckning förproduktionsserien.
- A-37A – Beteckning på förproduktionsserien efter 1967.
- A-37B – Förbättrad version med starkare motorer och lufttankningsförmåga. 557 byggda.
- OA-37B – spanings- och eldledningsversion.

## Liknande flygplan
- BAC Strikemaster
- Aermacchi MB-326